# Notte della Taranta

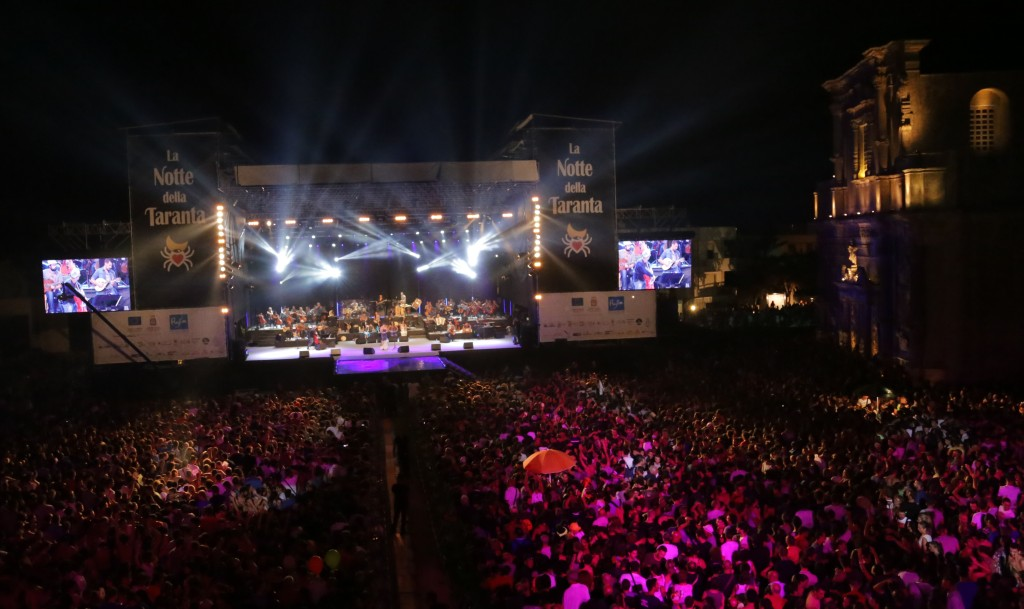
Notte della Taranta, 2013

Notte della Taranta (Nacht van de Taranta) is een jaarlijks rondtrekkend muziek- en dansfestival voor pizzica en tarantella in Lecce, Italië. Pizzica en Tarantella zijn ook in die streek ontstaan. Het festival wordt altijd in de zomer gehouden. In 1998 vond het voor het eerst plaats.
Het festival wordt elk jaar afgesloten met een avondconcert in Melpignano. Hierbij treden verschillende bekende artiesten op met plaatselijk pizzicaorkesten. Onder meer Stewart Copeland, Franco Battiato, Gianna Nannini en Carmen Consoli stonden er op het podium.